# Валенсия (провинция)
Валенсия (вал. Província de València, исп. Provincia de Valencia) — провинция на востоке Испании в составе автономного сообщества Валенсия. Административный центр — Валенсия.

## География
Территория — 10 763 км² (20-е место среди провинций страны). Часть провинции к северу от основной территории является эксклавом, окруженным провинциями Куэнка и Теруэль.

## Демография
Население — 2 566 474 чел. (4-е место; данные 2013 г.).

## Административное устройство
Районы (комарки):
- Кампо-де-Турия
- Кампо-де-Морведре
- Каналь-де-Наваррес
- Костера
- Ойя-де-Буньоль
- Уэрта-Норте
- Уэрта-Оэсте
- Уэрта-Сур
- Валенсия
- Рекена-Утьель
- Ринкон-де-Адемус
- Рибера-Альта (Валенсия)
- Рибера-Баха (Валенсия)
- Сафор
- Лос-Серранос
- Валье-де-Альбайда
- Валье-де-Кофрентес
- Вальдигна